# Sasser (Geórgia)
Sasser é uma cidade  localizada no estado americano de Geórgia, no Condado de Terrell.

## Demografia
Segundo o censo americano de 2000, a sua população era de 393 habitantes.
Em 2006, foi estimada uma população de 362, um decréscimo de 31 (-7.9%).

## Geografia
De acordo com o United States Census Bureau tem uma área de 2,0 km², dos quais 2,0 km² cobertos por terra e 0,0 km² cobertos por água. Sasser localiza-se a aproximadamente 91 m acima do nível do mar.

## Localidades na vizinhança
O diagrama seguinte representa as localidades num raio de 28 km ao redor de Sasser.